# Open Ajax
Open Ajax es un proyecto impulsado por varias empresas para crear un estándar para AJAX.

La meta es proporcionar una herramienta de desarrollo común, llamada Open Ajax, parecida al Eclipse IDE.

## Empresas involucradas
- Sun Microsystems
- IBM
- BEA Systems
- Borland
- Dojo Foundation
- Eclipse Foundation
- Google
- Laszlo Systems
- Mozilla Foundation
- Novell
- Openwave Systems
- Oracle
- Red Hat
- Yahoo!
- Zend Technologies
- Zimbra